# Alessandro Lami
Alessandro Lami (Rosignano Marittimo, 27 de enero de 1949 - 8 de marzo de 2015) fue un filólogo clásico italiano.

## Biografía
Hijo del obrero Pietro Lami y de su esposa Rina Colombini, creció en Castiglioncello y se formó en latín y griego clásico en el Liceo Classico "Niccolini Guerrazzi" en Livorno, donde conoció por primera vez a su esposa, Elisabetta Piccioni.
Después de haber recibido una beca por la Scuola Normale Superiore, terminó sus estudios en la Universidad de Pisa, donde su mentor académico fue Vincenzo di Benedetto. Allí enseñó literatura griega, primero como profesor asistente, y luego como profesor asociado.
Prosiguió con su investigación hasta poco antes de su muerte, colaborando con Galenos, revista de filología sobre textos médicos dirigida por su amigo y compañero de trabajo Ivan Garofalo. 
Murió la mañana del 8 de marzo de 2015 con su esposa a su lado.
Sus cenizas descansan en el mar de Castiglioncello.

## Distinciones
Sus áreas de especialización incluyen la historia de la filosofía griega, la historia de la medicina griega y el Corpus hipocrático. Su trabajo, con comentario y traducción, sobre el tratado galénico De opinionibus propriis, se considera el mejor. 